# جين ليكنس
جين الدن ليكنس (بالإنجليزية: Gene Likens)‏ (من مواليد 6 يناير 1935) هو عالم أرصاد جوية وعالم بيئة أمريكي. شارك في تأسيس دراسة نظام هوبارد بروك البيئي في غابات هوبارد بروك التجريبية في عام 1963، وأسس معهد دراسات النظم البيئية في ميل بروك، نيويورك في 1983.
يعتبر ليكنز رائد في الدراسات البيئية طويلة المدى متعددة التخصصات، حيث درس تدفق الطاقة ونماذج التدفق البيوجيوكيميائية في النظم الإيكولوجية للغابات والجداول والبحيرات. يشتهر ليكنز بقيادته فريق العلماء الذي اكتشف المطر الحمضي في أمريكا الشمالية، والوقود الأحفوري المرتبط بزيادة حموضة الترسيب. بالإضافة إلى تأثيره العلمي، أثر هذا العمل على النقاش العام والسياسة الحكومية، لا سيما تعديلات الكونجرس الأمريكي علي قانون الهواء النظيف لعام 1990.

## النشأة وتعليمه
ولد جين ليكنس في بيرستون (إنديانا).
حصل ليكنز على شهادة البكالوريوس في علم الحيوان من جامعة مانشستر (شمال مانشستر، إنديانا) في عام 1957، ثم حصل هلي الماجستير في علم الحيوان في عام 1959 من جامعة ويسكونسن-ماديسون. ثم حصل على الدكتوراه في علم الحيوان في عام 1962، وأيضا من جامعة ويسكونسن ماديسون، لأطروحته عن «نقل النظائر المشعة في البحيرات».

## حياته الوظيفية

### كلية دارتموث
كان ليكنز أستاذًا مشاركًا في كلية دارتموث من عام 1963 حتى عام 1969. في الستينيات من القرن الماضي، عمل ليكنز في الوديان الجافة بأنتاركتيكا، حيث عمل علي دراسة التركيبات الحرارية لبحيرة فاندا وبحيرة بوني بأنتاركتيكا.

### غابة هوبارد بروك التجريبية

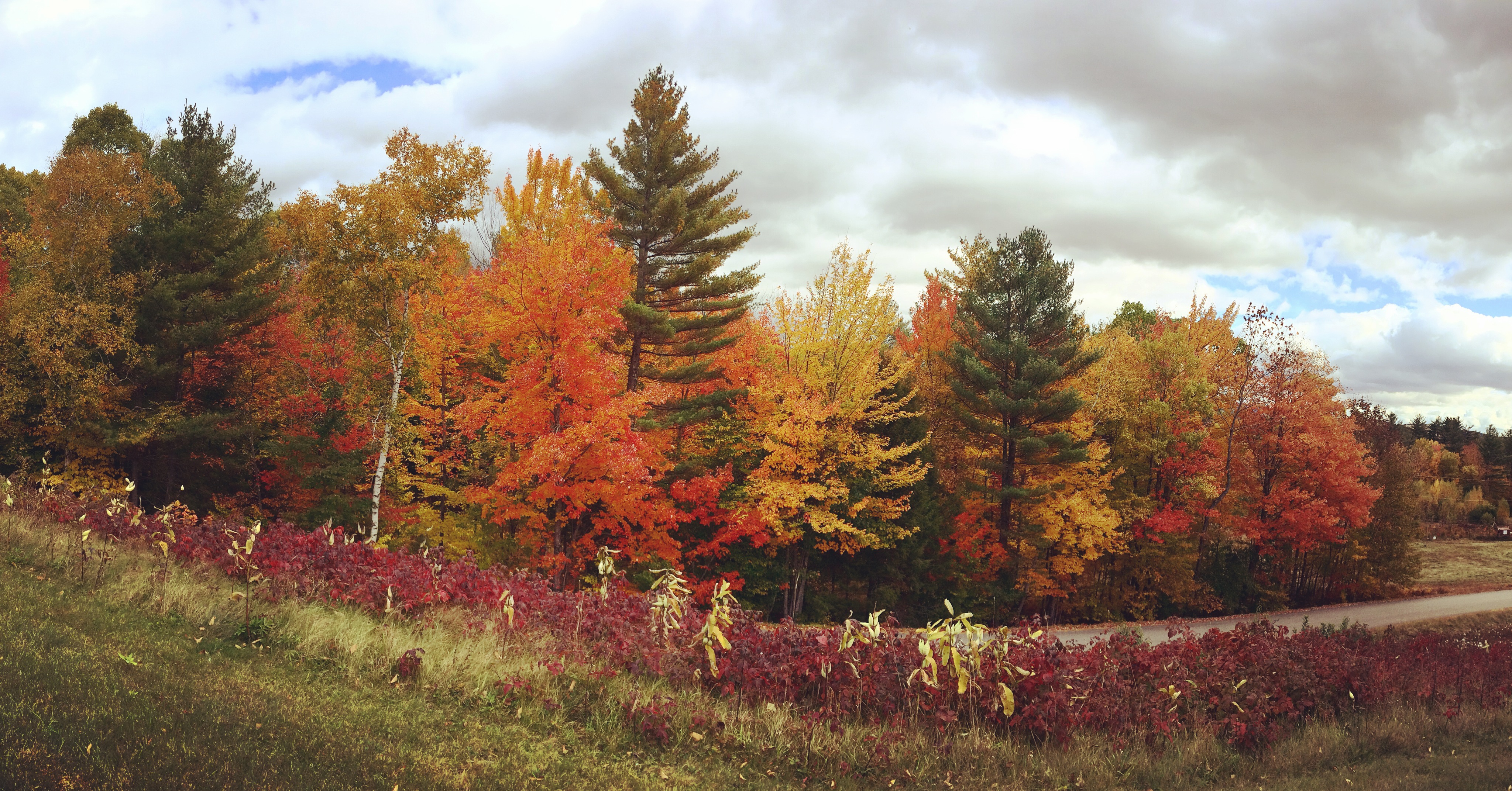
غابة هوبارد بروك التجريبية، 2015

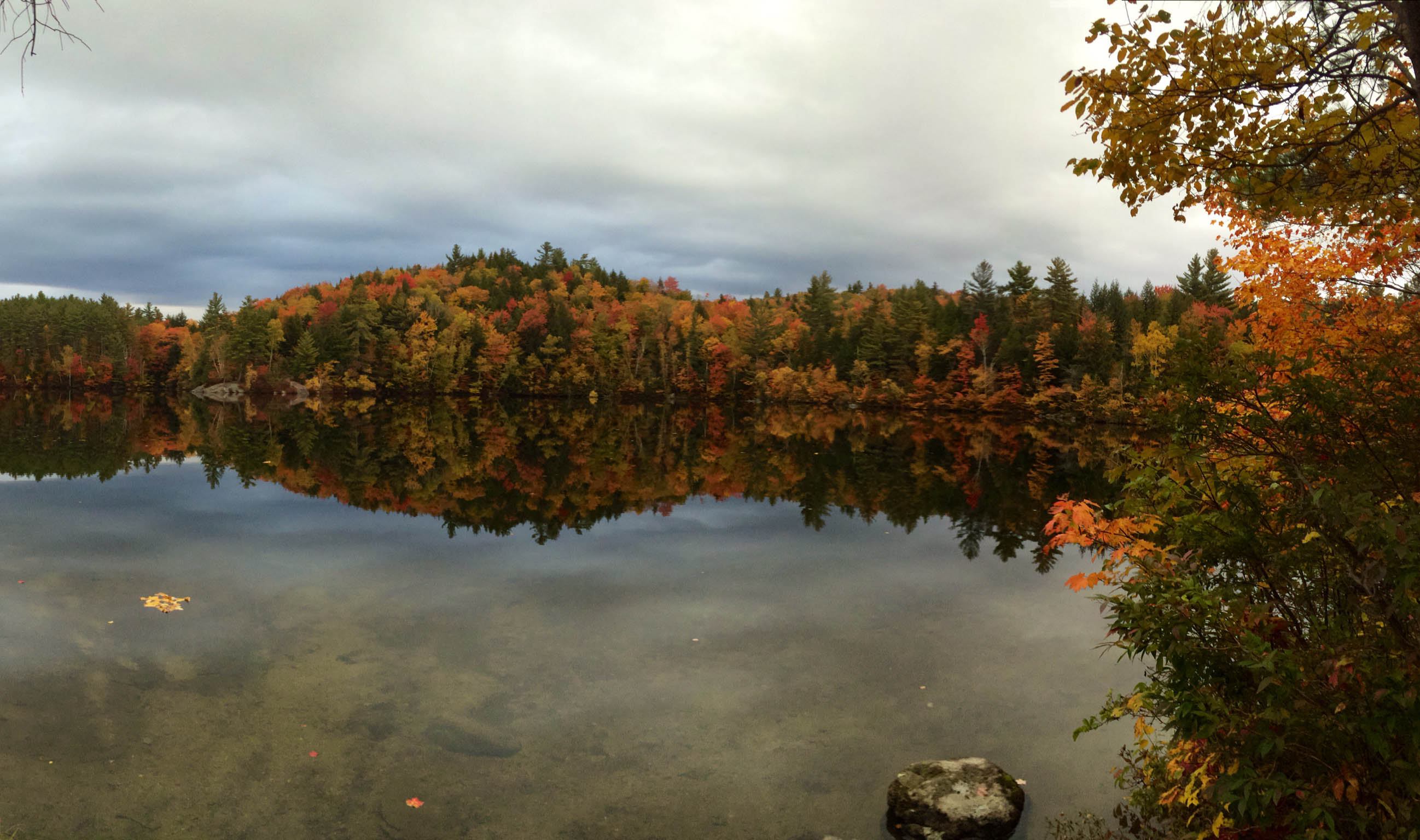
بحيرة ميرور، 2015

كان ليكنز مؤسسًا مشاركًا في عام 1963 مع هربرت بورمان، وروبرت بيرس، ونوي جونسون في العمل على دراسة نظام هوبارد بروك البيئي في غابة هوبارد بروك التجريبية في الجبال البيضاء في نيوهامبشير. ووجدت الدراسة أن الأمطار كانت حمضية بشكل غير طبيعي، وأجرت المجموعة واحدة من أولى الدراسات العلمية التي تربط بين الأمطار الحمضية وتلوث الهواء بالغازات مثل ثاني أكسيد الكبريت الناتج من استخدام الوقود الأحفوري.
في عام 1988، تم تخصيص غابة هوبارد بروك من قبل مؤسسة العلوم الوطنية باعتبارها موقع أبحاث بيئية طويلة الأجل. حتي 1 يونيو 2013، تم دراسة غابة هوبارد بروك بشكل متواصل لمدة 50 عامًا. يعتبر عمل ليكنز في المنطقة «أحد الدراسات الأكثر شمولاً في العالم حول كيفية تأثير تلوث الهواء واستخدام الأرض في مستجمعات المياه الحرجية». كان العمل في بحيرة ميرور، في الطرف الأدنى من وادي هوبارد بروك، ذا أهمية خاصة في فهم أهمية الروابط الفيزيائية والكيميائية والبيولوجية التي تشمل البحيرة وما بها من مياه وهواء. وقد درس ليكنز على نطاق واسع الدورة البيوكيميائية التي تصف تدفق المادة داخل النظم البيئية. منطقة حوض النهر، التي تربط الماء واليابس كان لها أهمية خاصة في الحفاظ على صحة الأراضي البرية. قام ليكنس بعمل دراسة هامة عن إزالة الغابات وتأثيرها المحتمل على كيمياء مستجمعات المياه. كان لهذا البحث آثار هامة على برامج إدارة الغابات، ولا سيما سياسة دائرة الغابات في الولايات المتحدة التي اعتمدت سياسة التناوب لمدة 100 عام.
ابتكر ليكنس وغيره مجموعة واسعة من التجارب طويلة الأمد ذات التأثير الكبير على المقياس الإيكولوجي. وتشمل هذه النماذج نموذج مستجمعات المياه الصغيرة لدورة المغذيات، حيث يتم قياس جميع المياه الداخلة والخارجة من مستجمعات المياه الطبيعية، مما يمكن العلماء من حساب الميزانية الهيدرولوجية لمستجمعات المياه. كان هذا النموذج «مؤثراً للغاية» في دراسة النظم الإيكولوجية، وهو أساسي لفحص النظم البيئية الحضرية مثل بالتيمور. يعتبر عمل ليكنس «كلاسيكياً»، وينسب إليه إنشاء «نموذج إرشادي» لعلماء البيئة الآخرين.

### جامعة كورنيل
في عام 1969، التحق ليكنس بجامعة كورنيل. شغل منصب أستاذ مشارك من عام 1969 إلى عام 1972، وكأستاذ كامل المهام من عام 1972 إلى عام 1983. بالإضافة إلى كونه أستاذاً للبيئة في قسم علم البيئة وعلم اللاهوت النظامي (الذي سمي فيما بعد قسم علم البيئة وعلم الأحياء التطوري)، شغل منصب رئيس للقسم بالوكالة (1973-1974)، ورئيسًا للقسم (1982-1983). في يناير عام 1983، عُيَّن كبروفيسور للعلوم البيولوجية بجامعة كورنيل. بينما كان في جامعة كورنيل، شغل منصب رئيس قسم علم البيئة.

### معهد دراسات النظم الايكولوجية
في عام 1983 أسس ليكنس معهد دراسات النظم الإيكولوجية في ميلبروك، نيويورك كجزء من حديقة نيويورك النباتية. وفي عام 1993، أصبحت الجديقة هيئة مستقلة غير ربحية، وأصبح لينكس مديرًا ورئيساً لها. أصبح هذا المعهد مركز مستقل للبحوث البيئية، كما ارتبط عمله بدرجة كبيرة بالاهتمامات المتعلقة بالسياسة. بالإضافة إلى إدارة فرق من العلماء والمربين، واصل ليكنز أبحاثه في هوبارد بروك في كل صيف. اعتبارًا من عام 2001، عُيَّن في كرئيس لمعهد دراسات الأنظمة البيئية.
في عام 2007، استقال ليكنز من منصبه كمدير لمعهد دراسة الأنظمة البيئية وعاد إلى البحث بدوام كامل، وهو حالياً يعمل في جامعة كونيتيكت، وأستاذ زائر في جامعة أوبسالا، بالسويد. في يوليو 2012، بدأ فترة عمل ثلاث سنوات كمستشار خاص لرئيس جامعة كونيتيكت في شؤون البيئة وأستاذ باحث متميز.
نشر ليكنس 25 كتابًا وأكثر من 580 ورقة بحثية. يتم تلخيص الكثير من أعماله المبكرة في منشورات المسح الجيولوجي الأمريكية. وقد أثر عمله على تعديلات الكونغرس الأمريكي في قضايا مثل قانون الهواء النظيف لعام 1990.
عمل ناشطاً في مجموعة متنوعة من المنظمات، وكان نائب الرئيس (1975-1976)، والرئيس (1976-1977) للجمعية الأمريكية لعلم البحار وعلم المحيطات. كما عمل نائب رئيس (1978-1979)، ورئيس (1981-1982)، وزميل فخري (2012) للجمعية الإيكولوجية الأمريكية؛ ورئيس (2002) للمعهد الأمريكي للعلوم البيولوجية. ورئيس (2001-2007) للجمعية الدولية لعلوم البحار.

## الجوائز والأوسمة
حصل ليكنس على عدد كبير من الجوائز والأوسمة من مختلف الأنواع. تم انتخابه في الأكاديمية الأمريكية للفنون والعلوم في عام 1979، والأكاديمية الوطنية الأمريكية للعلوم في عام 1981. كما تم انتخابه كعضو أجنبي في الأكاديمية الملكية السويدية للعلوم في عام 1988، والأكاديمية الملكية الدنماركية للعلوم والآداب في عام 1994 والأكاديمية النمساوية للعلوم في عام 2000. أصبح عضوا منتخباً في العلوم البيولوجية من قبل الجمعية الفلسفية الأمريكية في عام 2006. وهو أيضًا زميل في الجمعية الأمريكية لتقدم العلوم.
وتشمل جوائزه جائزة ECI لعام 1988 في علوم البيئة، وجائزة تايلر للإنجاز البيئي عام 1993، وميدالية هكسلي 2001 من معهد علم الأحياء، بلندن، المملكة المتحدة. كما حصل على قلادة العلوم الوطنية من الرئيس جورج دبليو بوش في 13 يونيو 2002. في عام 2003، حصل ليكنس والدكتور هربرت بورمان على جائزة الكوكب الأزرق من مؤسسة أساهي للزجاج، من أجل «الأبحاث العلمية المتميزة التي تساعد على حل المشاكل البيئية العالمية». في عام 2014، حصل على جائزة ألفريد سي ريدفيلد من رابطة علوم البحار والمحيطات (ASLO).
حصل على درجة الدكتوراه الفخرية علي المستوي الدولي (Universität für Bodenkultur، Vienna، 1992؛ Wageningen Agricultural University، The Netherlands، 1998)، وكذلك على المستوى المحلي (Manchester College، 1979؛ Rutgers University، 1985؛ Plymouth State College، University System of New Hampshire، 1989 ؛ Miami University، 1990 ؛ Union College، 1991 ؛ Marist College، 1993 ؛ University of Connecticut، 2004 ؛ Montclair State University، 2012).
وقد فاز بجائزة BBVA Foundation Frontiers of Knowledge Award عام 2016 بالاشتراك مع مارتن شيفر للإسهام بشكل حاسم في ما تصفه هيئة المحلفين بأنه «أحد التحديات الرئيسية» لهذا النظام العلمي: فهم وتوقع استجابات النظام البيئي للتغيرات التي يسببها الإنسان في البيئة الطبيعية.

## أسرته
جين ليكنس وزوجته فيليس ايرين كريغ ليكنز (1983-2014)، كان لديهما ثلاث بنات، هيذر، وليسلي، وكاثي، وابن واحد، غريغوري. عملت فيليس أيضًا في جامعة كورنيل ومعهد دراسات الأنظمة البيئية وساهمت كثيرًا في دراسة هوبارد بروك للنظم البيئية.